# Кезерсберг
Кезерсбе́рг, Кезерсберґ (фр. Kaysersberg) — колишній муніципалітет у Франції, у регіоні Гранд-Ест, департамент Верхній Рейн. Населення — 2709 осіб (2011).
Муніципалітет був розташований на відстані близько 370 км на схід від Парижа, 65 км на південний захід від Страсбура, 10 км на північний захід від Кольмара.

## Історія
До 2015 року муніципалітет перебував у складі регіону Ельзас. Від 1 січня 2016 року належав до нового об'єднаного регіону Гранд-Ест.
1 січня 2016 року Кезерсберг, Кінцайм i Сігольсайм було об'єднано в новий муніципалітет Кезерсберг-Віньобль.

## Демографія
Динаміка населення (INSEE ):
Розподіл населення за віком та статтю (2006):
| Стать | Всього | До 15 років | 15-24 | 25-44 | 45-64 | 65-85 | Понад 85 |
| --- | ------ | ----------- | ----- | ----- | ----- | ----- | -------- |
| Чоловіки | 1332   | 264         | 136   | 364   | 324   | 232   | 12       |
| Жінки | 1397   | 208         | 104   | 396   | 300   | 326   | 63       |
| \| Статево-вікова піраміда \| Статево-вікова піраміда \| Статево-вікова піраміда \| \| ----------------------- \| ----------------------- \| ----------------------- \| \| Чоловіки \| Вік \| Жінки \| \| 12 \| 85 + \| 63 \| \| 36 \| 80-84 \| 83 \| \| 48 \| 75-79 \| 99 \| \| 84 \| 70-74 \| 64 \| \| 64 \| 65-69 \| 80 \| \| 40 \| 60-64 \| 48 \| \| 88 \| 55-59 \| 80 \| \| 100 \| 50-54 \| 80 \| \| 96 \| 45-49 \| 92 \| \| 108 \| 40-44 \| 128 \| \| 108 \| 35-39 \| 128 \| \| 88 \| 30-34 \| 72 \| \| 60 \| 25-29 \| 68 \| \| 72 \| 20-24 \| 48 \| \| 64 \| 15-20 \| 56 \| \| 116 \| 10-14 \| 84 \| \| 80 \| 5-9 \| 84 \| \| 68 \| 0-4 \| 40 \| |        |             |       |       |       |       |          |
| Статево-вікова піраміда |        |             |       |       |       |       |          |
| Чоловіки | Вік    | Жінки       |       |       |       |       |          |
| 12 | 85 +   | 63          |       |       |       |       |          |
| 36 | 80-84  | 83          |       |       |       |       |          |
| 48 | 75-79  | 99          |       |       |       |       |          |
| 84 | 70-74  | 64          |       |       |       |       |          |
| 64 | 65-69  | 80          |       |       |       |       |          |
| 40 | 60-64  | 48          |       |       |       |       |          |
| 88 | 55-59  | 80          |       |       |       |       |          |
| 100 | 50-54  | 80          |       |       |       |       |          |
| 96 | 45-49  | 92          |       |       |       |       |          |
| 108 | 40-44  | 128         |       |       |       |       |          |
| 108 | 35-39  | 128         |       |       |       |       |          |
| 88 | 30-34  | 72          |       |       |       |       |          |
| 60 | 25-29  | 68          |       |       |       |       |          |
| 72 | 20-24  | 48          |       |       |       |       |          |
| 64 | 15-20  | 56          |       |       |       |       |          |
| 116 | 10-14  | 84          |       |       |       |       |          |
| 80 | 5-9    | 84          |       |       |       |       |          |
| 68 | 0-4    | 40          |       |       |       |       |          |

## Економіка
2010 року серед 1669 осіб працездатного віку (15—64 років) 1312 були активними, 357 — неактивними (показник активності 78,6%, у 1999 році було 75,1%). З 1312 активних мешканців працювало 1230 осіб (647 чоловіків та 583 жінки), безробітними було 82 (42 чоловіки та 40 жінок). Серед 357 неактивних 127 осіб було учнями чи студентами, 152 — пенсіонерами, 78 були неактивними з інших причин.

У 2010 році в муніципалітеті числилось 1211 оподаткованих домогосподарств, у яких проживали 2644,5 особи, медіана доходів виносила 21 074 євро на одного особоспоживача